# Ремюаж

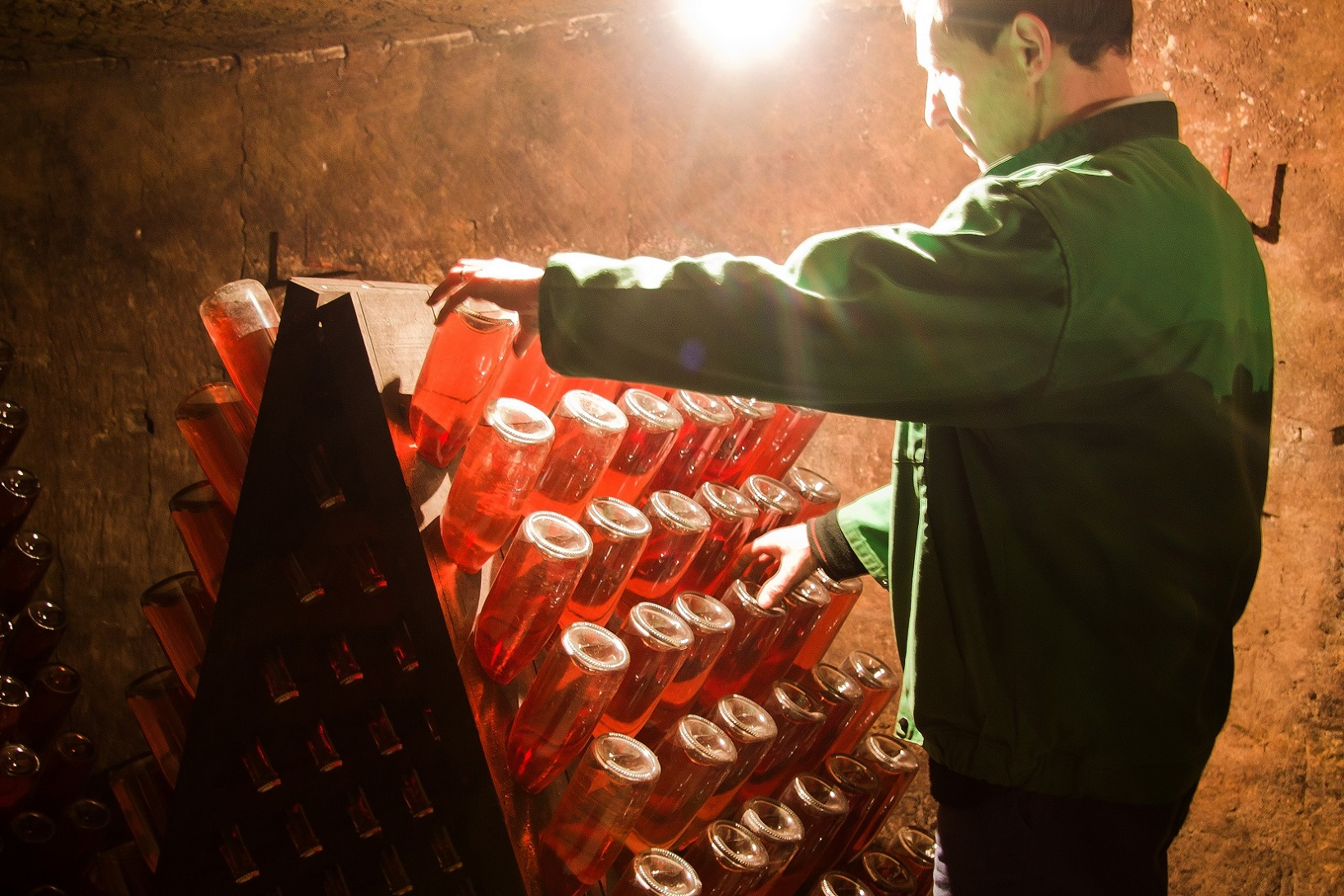
Мастер-ремюор поворачивает бутылки с будущим шампанским

Ремюа́ж — составная часть классического метода производства игристых вин. Разработан француженкой Николь Клико.

## Ремюаж
- Ремюаж (фр. remuage) — способ избавления игристого вина от осадка при шампанизации в бутылках.
- Ремюор — специалист, который проводит процедуру ремюажа.

### Технология ремюажа
Бутылки с готовым вином устанавливают горлышком вниз в специальные станки — пюпитры, в которых прорезаны ячейки, поддерживающие угол наклона, равный 45 градусам.
Ежедневно каждую бутылку слегка поворачивают; это производится по определённой схеме и крайне аккуратно, чтобы осадок перемещался на пробку, не оставаясь ни на стенках бутылки, ни в самом вине.

### Длительность процесса
Ремюаж занимает в среднем 2-3 месяца.
Ежедневно ремюор проворачивает сотни бутылок с игристым вином для того, чтобы в будущем напитке не осталось ни одной посторонней примеси — все примеси должны быть сведены на пробку.

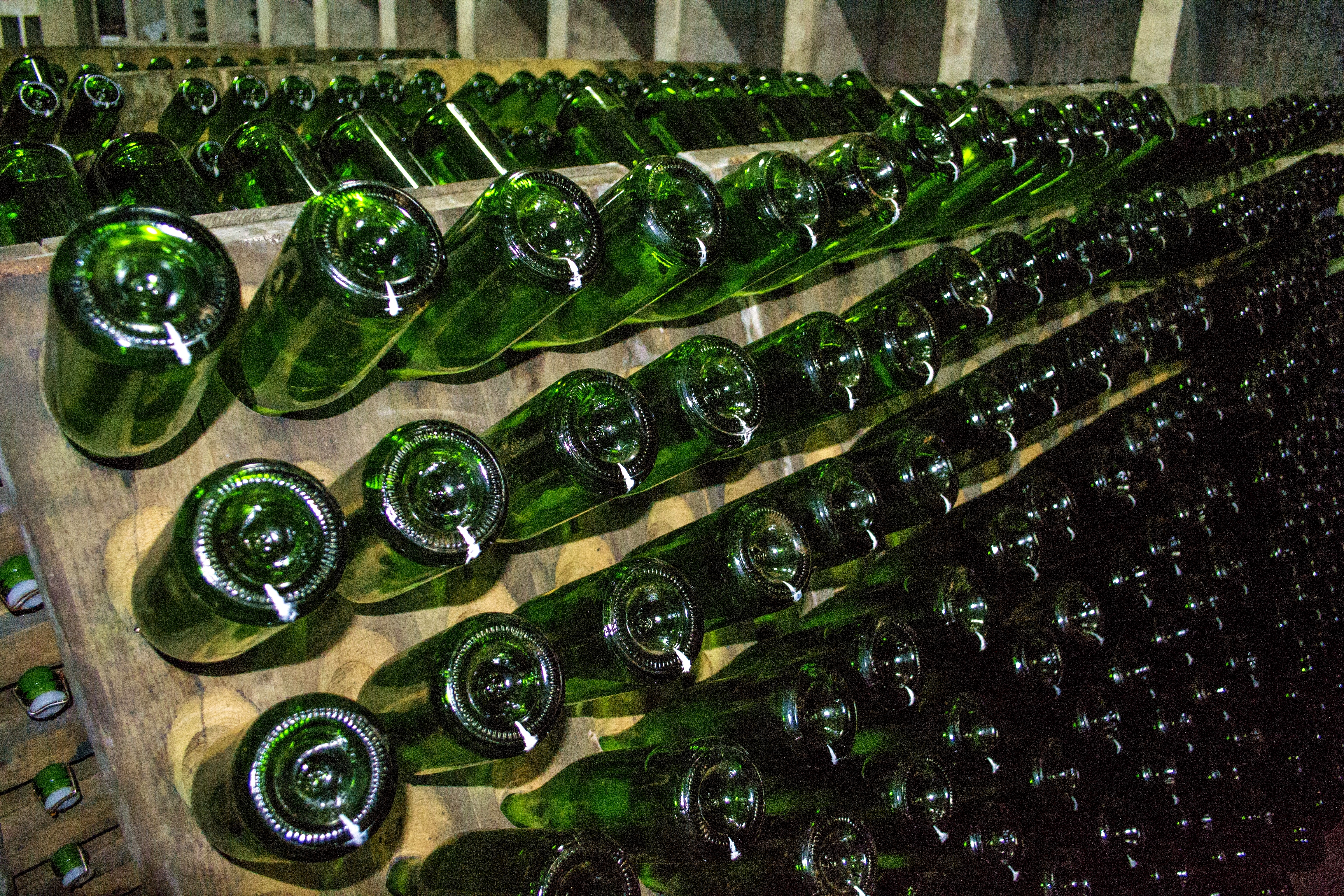
Погреба завода шампанских вин «Новый Свет». Ремюажные штольни были основаны князем Л. С. Голицыным в 1878 году.
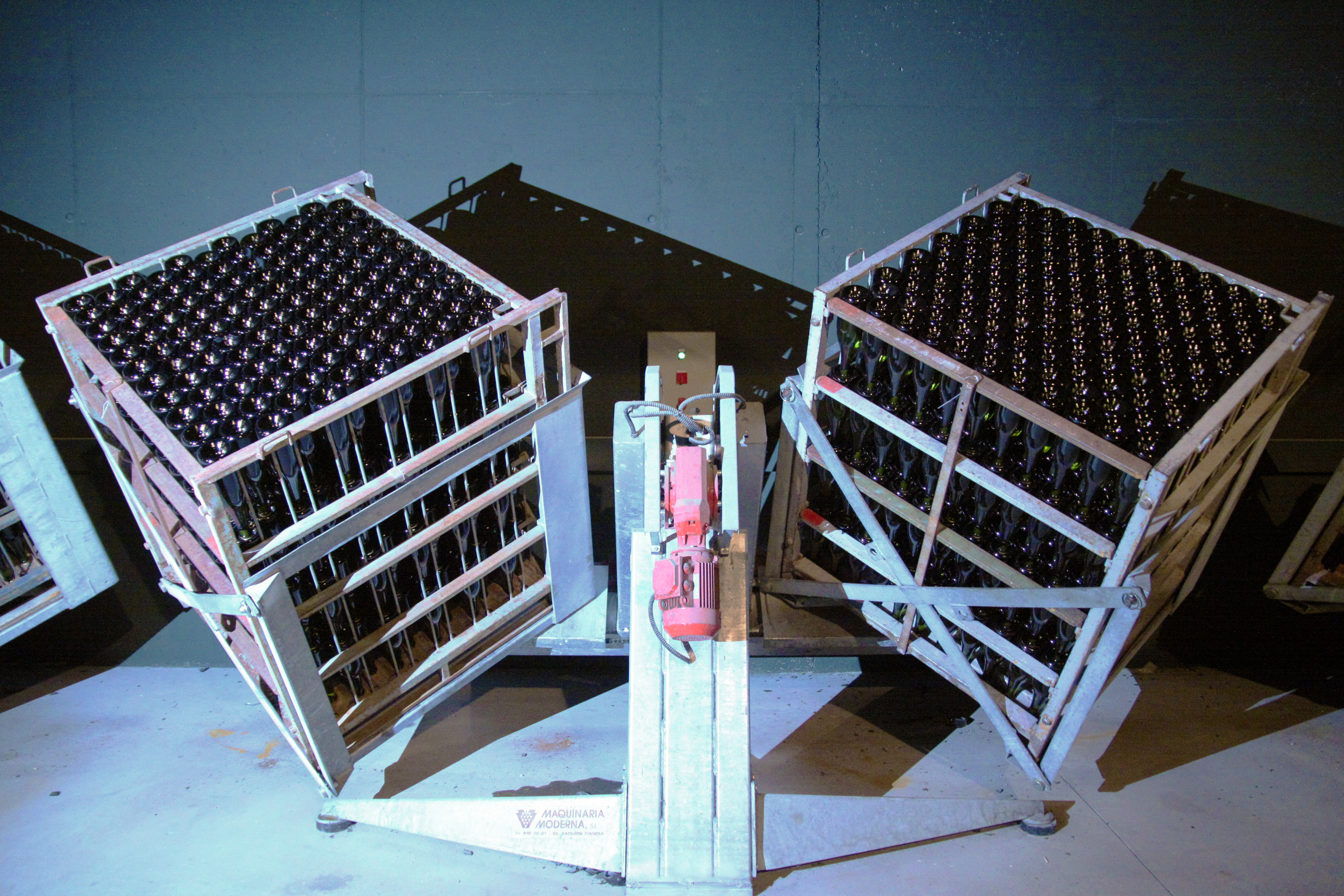
Современные автоматические ремюажные пюпитры.

## Дегоржаж
Следующий шаг в процессе шампанизации — дегоржаж (фр. dégorgeage, от gorge — горло).
Дегоржирование — операция, применяемая в производстве бутылочного шампанского для выброса дрожжевого осадка. Для уменьшения потерь углекислого газа и вина осадок в горлышке бутылки перед дегоржированием замораживают. Мастер-дегоржер быстро откупоривает бутылку, обращённую горлышком вниз, при этом осадок с пробкой выбрасывается давлением углекислого газа. Затем бутылка приводится в стоячее положение, доливается тем же вином или экспедиционным ликёром (смесь исходного вина и тростникового сахара) и укупоривается. Дегоржаж выполняется на специальном аппарате — герите.